# Amt Schackau
Das Amt Schackau war ein Verwaltungs- und Gerichtsbezirk des fränkischen Adelsgeschlechtes Eberstein bzw. Rosenbach unter der Oberhoheit des Hochstifts Fulda. Der Amtssitz war im Schloss in Schackau.

## Geschichte
Das Gebiet des späteren Amtes war im Frühmittelalter unbewohnter Wald und Teil des Reichswaldes der unter der Bezeichnung Wildbann im Jahr 1059 durch Heinrich IV. dem Kloster Fulda geschenkt wurde. Im Jahr 1347 werden die Herren von Eberstein, die ursprünglich fuldische Ministeriale gewesen waren, als Grundbesitzer in Schackau und dem Dorf Eckweisbach als fuldisches Lehen erstmals urkundlich genannt. Die Familie von Eberstein bemühte sich um die Arrondierung des Grundbesitzes zu einer räumlich geschlossenen Einheit. 1396 erhielt Kraft von Eberstein als Hanerbe u. a. Schackau, Eckweisbach, Langenberg, Klein-Sassen und Dietges als fuldisches Lehen. Dietges wird auch als hennebergisches Lehen genannt.
Eberstein bzw. ab 1589 Rosenbach verfügten im Amt über die hohe und niedere Jagd und die Vogteigerichtsbarkeit. Das Hochstift Fulda hatte die Zentgerichtsbarkeit. Die so geteilte Herrschaft führte zu einer Vielzahl von Prozessen und Verträgen. Während Eberstein sich aus der Fuldaer Jurisdiktion befreien wollte, wollte Fulda seine Hoheitsrechte ausbauen und die vollständige Hoheit zu erhalten. Den ersten Rechtsstreit führte Philipp von Eberstein 1525. 1550, 1577 und 1659 kam es zu Verträgen zwischen den Parteien.
Der Brückenauer Vertrag von 1659 wurde auch in folgenden Verträgen von 1708 bis 1802 im Wesentlichen bestätigt. Danach waren die Untertanen dem Rosenbachschen Vogteigericht unterworfen. Allerdings mussten sie ein sechstel der Kosten des Zentgerichtes Hofbieber tragen und waren zur Zentfolge mit Gewehr und zur Zenthuldigung verpflichtet. Das Stift Fulda erkannte 1565 die Reichsunmittelbarkeit der Adelsfamilie Rosenbach an (siehe Buchonia#Buchisches Quartier). Damit hatte das Amt Schackau ein sehr weitgehendes Maß an Unabhängigkeit vom Hochstift Fulda erreicht.
Diese Vereinbarungen wurden am 22. Juli 1802 erneut bestätigt und von Wilhelm V. (Oranien) am 23. April 1803 nach dem Reichsdeputationshauptschluss ratifiziert. Mit der Bildung des Rheinbundes erfolgte die Mediatisierung des Amtes. Es ging im Großherzogtum Würzburg auf, wo die Familie Rosenbach weiter die Patrimonialgerichtsbarkeit ausübte. Ab 1814 war das Amt dann eine Exklave des Königreichs Bayern im Kurfürstentum Hessen. Ab 1862 war es dem Bezirksamt Gersfeld nachgeordnet, dass nach dem Deutschen Krieg 1866 an das Königreich Preußen abgetreten wurde.

## Umfang des Amtes
Das Amt war eine Enklave im Oberamt Bieberstein und umfasste 1671 Bubenbad, Danzwiesen, Dietges, Dörmbach, Eckweisbach, Eselsbrunn, Guckai, Harbach, (Klein-)Sassen, Langenberg, Mittelrupsroth, Öchenbach, Schackau, Steens, Stellberg, Stöckel und Unterrupsroth. 1763 wurden Guckai, Steens und Stöckel nicht mehr genannt, dafür aber Grabenhof und Oberrupsroth.